# Liste der Monuments historiques in Martrois
Die Liste der Monuments historiques in Martrois führt die Monuments historiques in der französischen Gemeinde Martrois auf.

## Liste der Objekte
| Bezeichnung               | Beschreibung                                     | Standort                                   | Kennzeichnung | Schutzstatus | Datum | Bild |
| ------------------------- | ------------------------------------------------ | ------------------------------------------ | ------------- | ------------ | ----- | ---- |
| Skulptur Leichnam Christi | Holz, farbig gefasst, 16. Jahrhundert            | in der Kirche Nativité-de-la-Vierge (Lage) | PM21001441    | Classé       | 1960  |      |
| Kanzel                    | Nussbaumholz, zweite Hälfte des 17. Jahrhunderts | in der Kirche Nativité-de-la-Vierge (Lage) | PM21004808    | Inscrit      | 2006  |      |